# Knutesfamiljen
Knutesfamiljen, även omnämnda som Knutespojkarna, är en målarfamilj bestående av ättlingar till Knutes Olof Ersson (1780-1849) från Lisselskog i Rättviks socken och hustrun Brita Olsdotter från Backarna. Minst åtta söner och sonsöner till Knutes Olof var aktiva som inredningsmålare. Familjens arbeten återfinns i flera landskap fån Härjedalen ned till Västmanland, men har framför allt påträffats i Hälsingland.
De målerier som familjen utfört i Erik-Anders festsal och övriga rum på gården har fått världsarvsstatus.

## Medlemmar
- Knutes Olof Ersson (1780–1849) föddes i Lisselskog  och växte upp med två systrar. Föräldrarna var Niss Erik Olsson från Östergraf och Knutes Brita Ersdotter. Knutes Olof gifte sig med Brita Olsdotter från Backarna 1799 och man fick fem söner tillsammans: Eric född 1800, Olof född 1803, Lars född 1807, Jonas (1817–1819) och Jon född 1820. Knutes Olof själv var den första medlemmen av familjen som bevisligen verkat som inredningsmålare. Han var bland annat verksam i Forsa socken vintern 1818–1819.[3]
  - Knutes Eric Olsson (1800–1873) gifte sig 1823 med Anna Andersdotter från Blecket. De bodde därefter i Blecket innan de 1829 flyttade tillbaka till Lisselskog. Inredningsmålerier som knutits till honom finns i Gästrikland, men han kan också ha varit aktiv i Hälsingland och kan ha samarbetat med sin bror Olof Olsson.[4]
    - Knutes Erics son Olof Ersson (1831–1876) var aktiv som dekorationsmålare.[4]

  - Knutes Olof Olsson (1803–1874) gifte sig 1825 med Anna i Altsarbyn, bosatte sig där och fick med tiden tillnamnet Lisserkers-Olof efter hustruns släktingars gård dit de flyttat 1834. De fick åtta barn tillsammans. Verk av Lisserkers-Olof finns bevarade i både Dalarna och Hälsingland, ofta med signatur. Han var aktiv i Voxnans dalgång och assisterade vid renoveringen av Söderala kyrka 1832. Måleriet inkluderar dekorativa border. En av hans målningar ingår i Zornmuseets samlingar.[5]
    - Sonen Olof Olsson, född 1831, fick också tillnamnet Lisserkers-Olof och var aktiv som målare, men lämnade inga signaturer efter sig. Han gifte sig med Kerstin Larsdotter från Lerdal och de fick tre barn tillsammans.[6]
    - Sonen Anders Olsson (1836–1868) var aktiv som dekorationsmålare, men har inte lämnat några hela interiörer efter sig och har inte heller signerat sina arbeten.[6]

  - Knutes Lars Olsson (1807–1884) gifte sig 1828 med Svens Anna Olsdotter i Lerdal. De bosatte sig i Lisselskog och fick tre söner, Olof född 1829, Lars född 1837 och Hans född 1849. Knutes Lars Olsson var flitigt anlitad målare under 1830-, 40- och 50-talen i Voxnans dalgång. Anna Olsdotter avled 1856 och 1862 flyttade Knutes Lars till Hälsingland, gifte om sig och dog slutligen i Bollnäs.[7]
    - Lars Olssons son Olof Larsson (1829–1908), senare Cedermark, gifte sig 1850 med Britta Olsdotter i Lerdal och fick sju barn tillsammans. Han lärde sig måleriet inom familjen och flyttade 1861 till Färila. I samband med en senare flytt till Ljusdal antar hela familjen efternamnet Cedermark. Han gjorde sig därefter ett namn som dekorationsmålare i trakten.[8]
      - Sonen Lars Cedermark (1852–1908) flyttade 1878 till Rengsjö, gifte sig med Ingrid Jonsdotter och ägnade sig främst åt rullgardinsmålning, men även möbelmåleri.[8]
      - Sonen Olof Cedermark (1857–1908) var också målare enligt kyrböckerna.[9]

    - Lars Olssons son Lars Larsson, född 1837, gifte sig med Mases Brita Andersdotter 1858. De fick sex barn tillsammans, varav flera sannolikt var aktiva som målare. Efter giftermålet bodde de i Östergraf, för att sedan 1876 flytta till Bjuråker.[8]

  - Knutes Jon Olsson (1820–1879) gifte sig 1841 med Hjerp Margareta Olsdotter från Blecket och fick fem barn tillsammans. Han var aktiv som dekorationsmålare.[10]